# تشارلي ووكر (لاعب كرة قدم)
تشارلي ووكر (بالإنجليزية: Charlie Walker)‏ (8 مارس 1990 ببرايتون في المملكة المتحدة - ) هو لاعب كرة قدم بريطاني في مركز الهجوم. لعب مع بوريهام وود إف سي ونادي لوتون تاون وShoreham F.C. ‏ ونادي ألدرشوت تاون ونادي وايتهوك وLancing F.C. ‏ وPeacehaven & Telscombe F.C. ‏.

## وصلات خارجية
- تشارلي ووكر على موقع قاعدة بيانات كرة القدم.إي يو (الإنجليزية)
- تشارلي ووكر على موقع Soccerbase.com (لاعب) (الإنجليزية)
- تشارلي ووكر على موقع Soccerway.com (الإنجليزية)